# FB Design
FB Design è un'azienda nautica italiana fondata nel 1971 da Fabio Buzzi per sviluppare e costruire barche a motore veloci.
Inizialmente l'attività principale dell'azienda è stata quella di costruire imbarcazioni da competizione. Infatti in 40 anni di attività le imbarcazioni costruite da FB Design hanno vinto 52 campionati del mondo offshore, 7 Harsmsworth Trophy e ottenuto 56 record mondiali di velocità.
Negli anni '90, in seguito al forte declino delle competizioni motonautiche, l'azienda ha riconvertito la sua produzione verso la costruzione di imbarcazioni militari e da diporto.

## Imbarcazioni
- RIB 33' (Utilizzatore Guardia di Finanza Classe 600 Falco)[1]
- FB 38 Stab (Utilizzatore Guardia di Finanza Classe 3000[2], Guardia Costiera Classe 600[3])
- FB 43 SF (Utilizzatore Guardia di Finanza Classe 800)[4]
- FB 52 SF (Utilizzatore Guardia di Finanza Classe 800)[5]
- FB 55' (Utilizzatore Guardia di Finanza Classe 6000 Levriero)[6]
- FB 60 SF  "Ognitempo” (Utilizzatore Guardia di Finanza Classe 7000)